# Paderborns domkyrka
Paderborns domkyrka (tyska: Paderborner Dom, Hohe Dom St. Maria, St. Liborius, St. Kilian) är en romersk-katolsk katedral i Paderborn i Tyskland. Katedralen är säte för ärkebiskopen i Paderborns ärkestift. Domkyrkan är helgad åt Sankta Maria, Sankt Liborius och Sankt Kilian.

## Historia

### Tidig historia
Dagens domkyrka har föregåtts av flera kyrkobyggnader. Redan under slutet av 700-talet fanns en kyrka på platsen. Kyrkan var en hjälp för hovet, samt fungerande som en grund för missionsarbetet som bedrevs bland saxare. Den första kyrkan förstördes dock av saxare. Den första katedralen uppfördes efter att lokalbefolkningen hade konverterat till kristendomen. 799 invigde påve Leo III ett altare helgat åt martyren Stefanos. 806 fick Paderborn sin förste biskop med namnet Hathumar.
Under 1000-talet förstördes den första katedralen i en brand. Biskop Ratherius påbörjade en återuppbyggnad, men hans efterträdare förstörde arbetet som påbörjats och började om på nytt. Den andra katedralen invigdes 1015, men förstördes i en stadsbrand 1058. En tredje katedral uppfördes därefter. En eldsvåda 1133 skadade kyrkan, men den förstördes inte.

### Dagens katedral
Katedralen rekonstruerades under 1200-talet. Dagens katedral mäter 52 meter i bredd, 104 meter i längd och västtornet 93 meter i höjd.
I katedralens treskeppiga krypta, som är en av Tysklands största kryptor, förvaras reliker av Sankt Liborius. I kryptans västra del finns gravplatser åt ärkebiskoparna av Paderborn.

### Fönstret med de tre hararna (Dreihasenfenster)

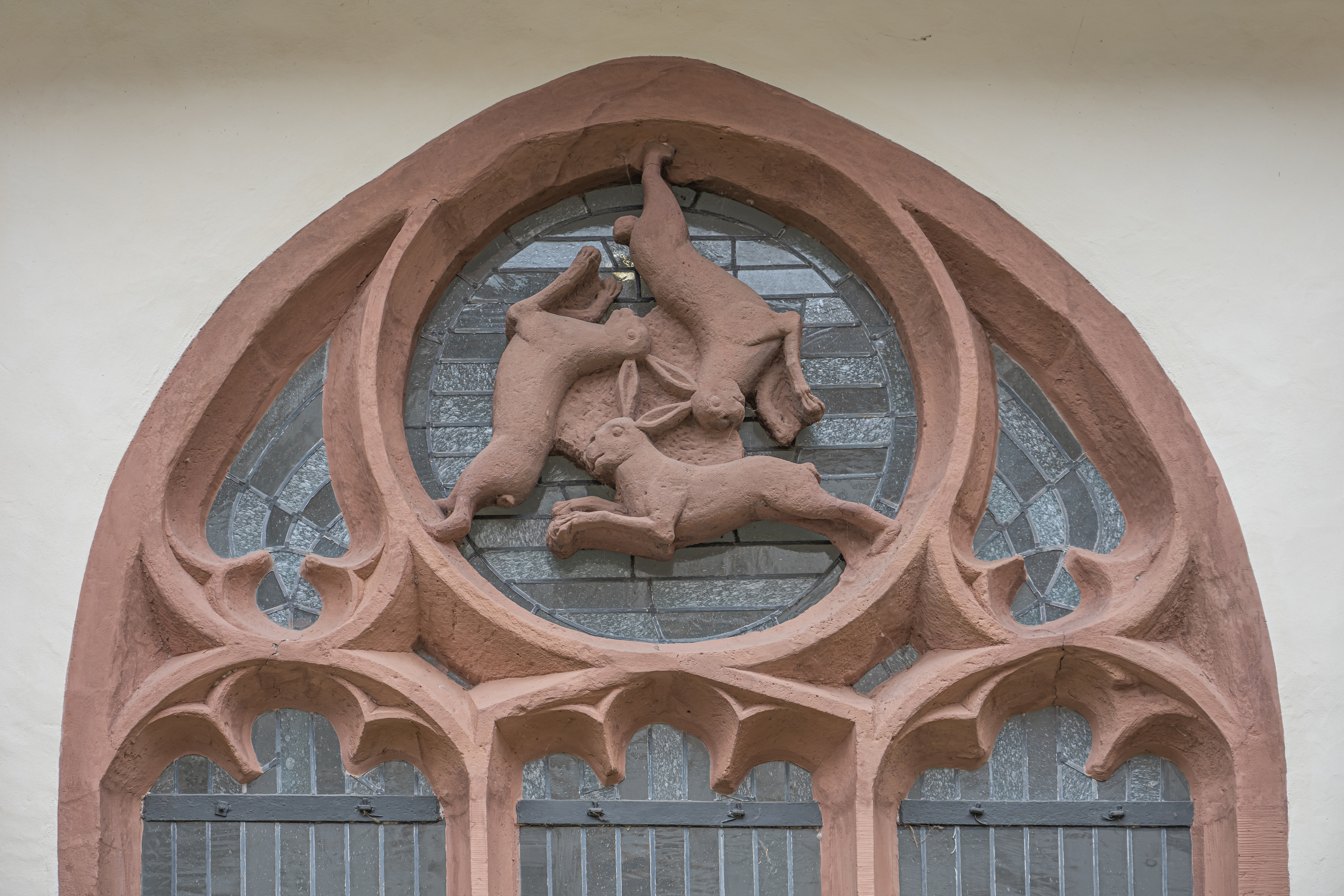
Dreihasenfenster.

Ett av katedralens och Paderborns mest kända sevärdheter är "Dreihasenfenster" (övers. "Tre harar-fönstret") som föreställer tre harar i rörelse, arrangerat i en triangel. Hararna har två öron var, men endast tre öron är synbara.

## Interiör

### Orglar
Domkyrkans "Turmorgel" ("Tornorgel") är med sina 80 register den största orgeln. En stor del av orgelpiporna är från 1958/1959. Kororgeln härstammar från 1948, men den har byggts om vid flera tillfällen. Den utökades med 42 register 1950 och 1952. Den byggdes om igen 2004–2005. Kororgeln har 53 register, fyra manualer och pedal. Domkyrkans minsta orgel är orgeln i kryptan med 15 register. Den konstruerades av Anton Feith jr. 1971.

### Kapell
På domkyrkans nord- och sydsida finns flera kapell från 1300-talet. 
Mariakapellet omnämns först 1215. Kapellets barockstil tillkom under 1600-talet. På altaret finns ett motiv föreställande den obefläckade avlelsen. På altarets sidor finns figurer föreställande Liborius och Johannes Nepomuk. Altaret fanns från början i ett privatkapell, men står sedan 1786 i Mariakapellet. Altarets nuvarande position är från 1900-talet. På kapellets norra sida finns gravplatsen för dekanen Kaspar Philipp von Ketteler.
Vituskapellet är beläget på sydsidan och tillkom under 1300-talet genom en donation av biskopen och abboten i Corvey Henrik III von Spiegel. Kapellet lät förnyas och omgestaltas under 1700-talet av Ferdinand von Plettenberg och hans broder Bernhard. 
Josefskapellet härstammar från 1300-talet. Kapellets beskyddare är de heliga tre kungarna och i kapellet fanns en relief föreställande dessa, vilken dock inte finns bevarad. På 1600-talet fick kapellet en ny beskyddare i den helige Josef. Kapellet har formen av ett grekiskt kors.
Namnet på Matthiaskapellet går tillbaka till Matthias von der Reck. Kapellet är från 1300-talet, men omgestaltades under 1600-talet av Heinrich Papen. Kapellet har en rikt smyckad ingångsportal med en figur föreställande aposteln Mattias. 
Hippolytkapellet nämns för första gången 1306. 1688 genomgick kapellet en ombyggnation av Matthias von der Reck. von der Reck fick kapellet som ett gravkapell, men hans faktiska begravning där finns inte bevarad. På ingångsportalen finns finns en figur föreställande Hippolytos. Altaret visar Jungfru Marie himmelsfärd.

Treenighetskapellet går tillbaka till ett treenighetsaltare från 1300-talet. Kapellet tillkom under mitten av 1300-talet. Kapellet gjordes om till barock under 1600-talet av domprosten Johann Wilhelm von Sintzig. Portalen är som en triumfbåge. Bland de personer som återfinns på portalen finns Joakim och Anna, Jungfru Marias föräldrar. I en av kapellets nischer finns en relief föreställande Jesu dop. Altaret är placerad i en östlig nisch och har en bild av Adolph Koping. Det ursprungliga altaret är förlorat. 

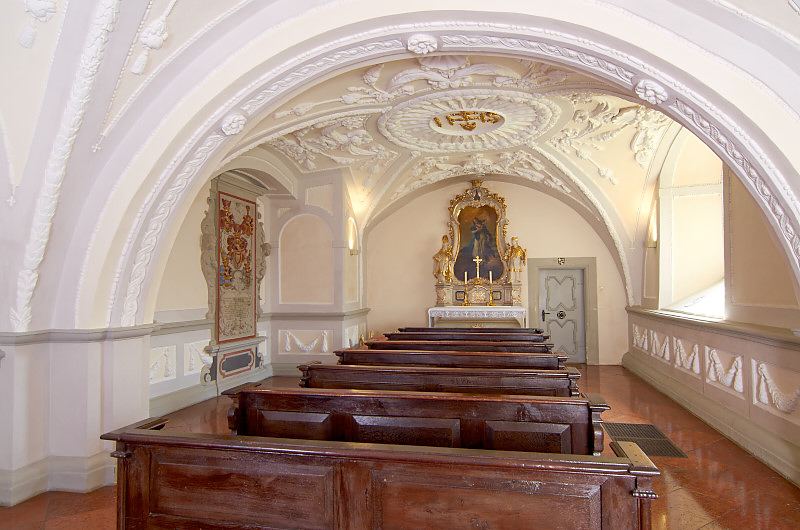
Mariakapellet
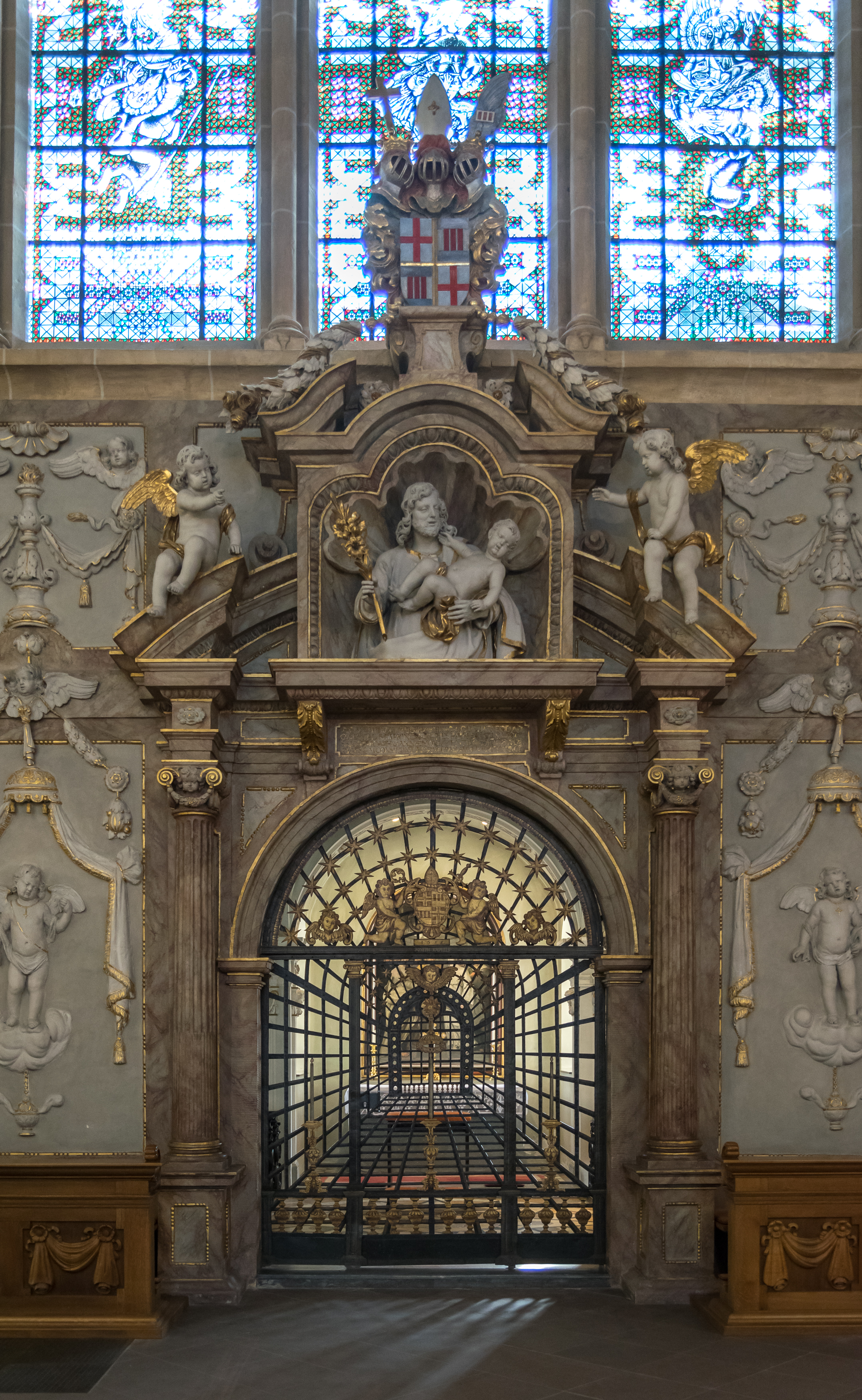
Portalen till Josefskapellet
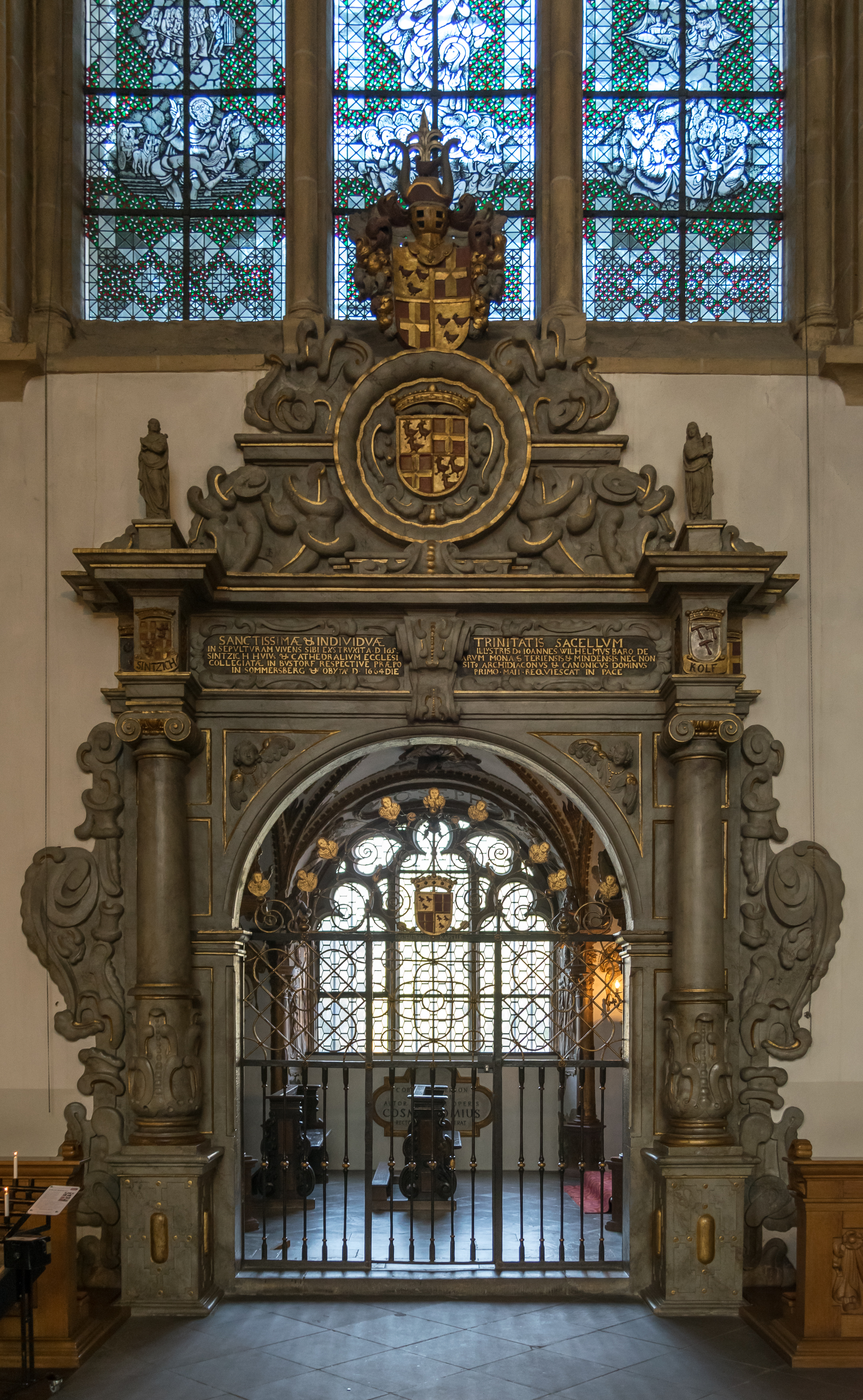
Portalen till Treenighetskapellet

### Altare

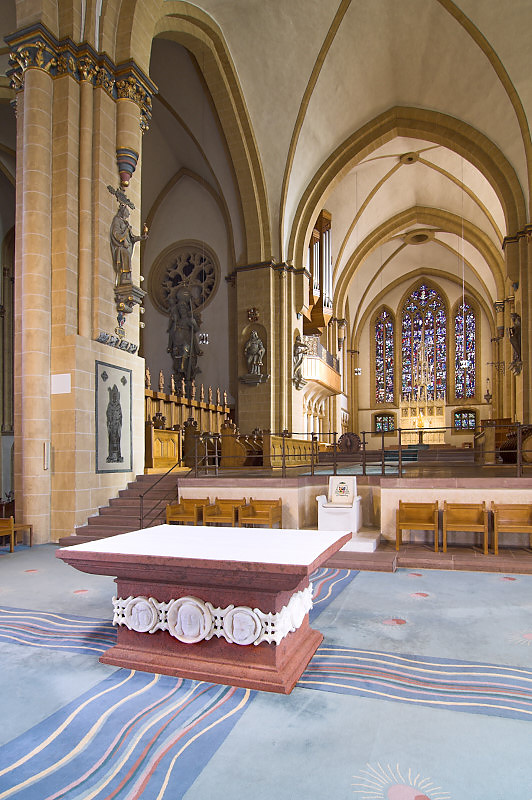
Altaret. I bakgrunden syns korstolarna.

Domkyrkans "Volksaltar" är byggt för att mässan ska kunna firas versus populum. Altaret färdigställdes 1982 av Heinrich Gerhard Bücker. På altarets framsida finns porträtt föreställande Jesus, Jungfru Maria och Johannes döparen. På baksidan återfinns Liborius, Kilian och den helige Ande i gestalten av en duva med sju eldtungor. På sidorna återfinns apostlarna Petrus och Paulus.

### Biskopsstolen
Biskopsstolen (katedra) är ärkebiskopen av Paderborns stol. Den är tillverkad av vit marmor. 

### Korstolarna
Korstolarna pryds med 23 figurer föreställande olika helgon och andra viktiga personer ur Paderborns kyrkohistoria. Bilderna är tillverkade av Henrich Gerhard Bücker. Korstolarna är arrangerade i två rader och är placerade på två pelare. 

### Johannes Paulus II
Sedan 1999 finns en bild på en av domkyrkans väggar av påve Johannes Paulus II som påminner om hans besök i Paderborn 1996. Sedan april 2017 finns ett relikvarium och en relik av Johannes Paulus II i form av en bloddroppe. 2016 bad ärkebiskop Hans-Josef Becker romerska kurian om en relik, vilket han samma år erhöll. Relikvariet tillverkades av guld- och silversmeden Matthias Engert. Inskriften lyder: "S. IOHANNES PAULUS II"  och "1920–2005".

## Liborischrein

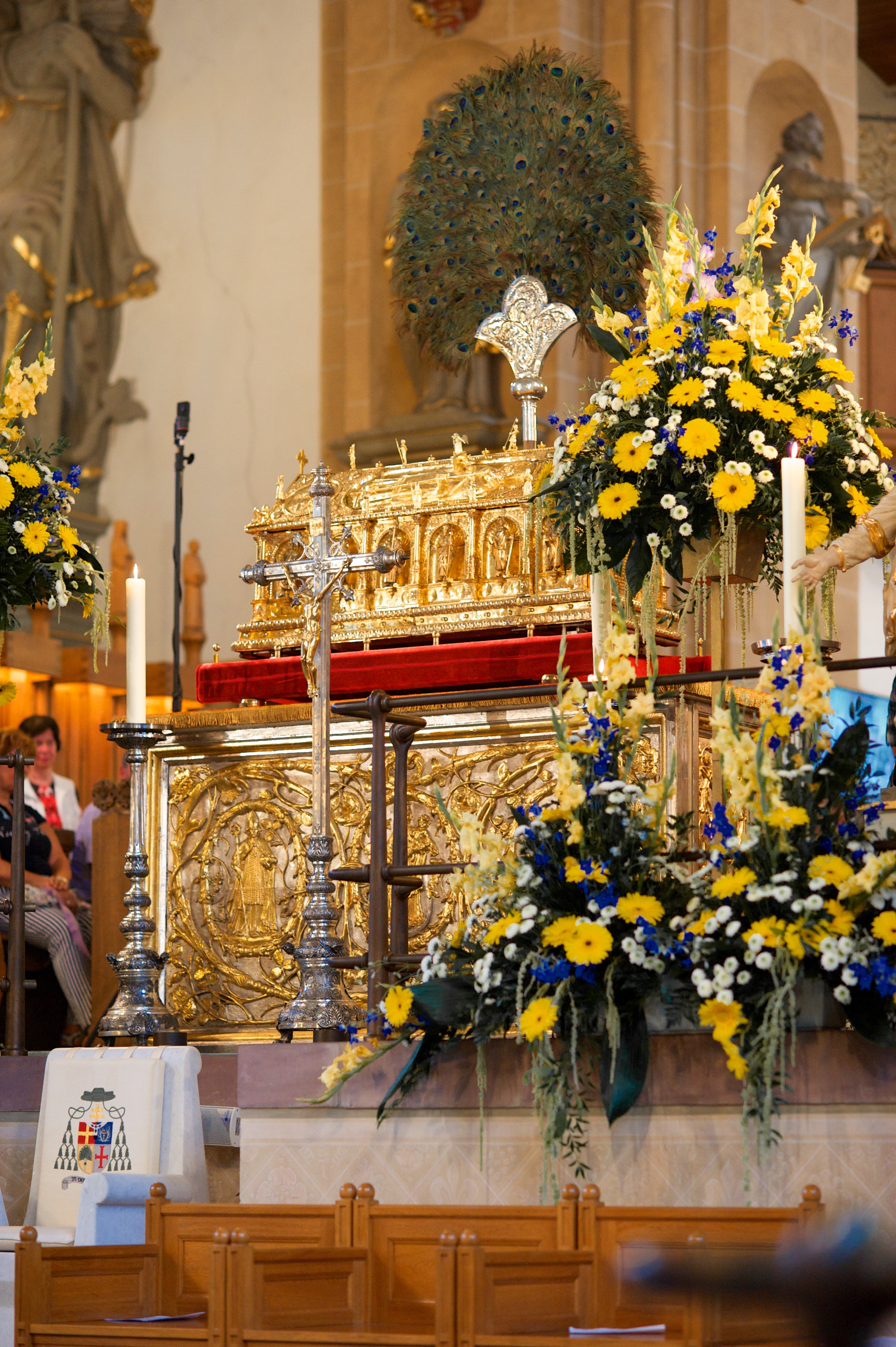
"Liborischrein"

Det ursprungliga relikskrinet förstördes i en brand 1058. Biskopen Imad lät därför göra ett guldskrin. Skrinet togs och smaltes ner efter en plundring av domkyrkan 1622. Dagens relikskrin färdigställdes 1627 och i skrinet förvaras relikerna av S:t Liborius. Skrinet bärs i en stor procession under under den årliga "Liborifest" i Paderborn.
Skrinet är 1,33 meter långt och 0,62 meter högt. På skrinet finns flera figurer; däribland Johannes Döparen, Franciskus av Assisi och evangelisterna Johannes och Lukas. En del av inskriptionen på skrinet lyder: "SANCTI LIBORII / PATRONI PADERBORNENSIS MO (...)" (övers. "helige Libroius, Paderborns patron (...)").

## Kyrkklockor

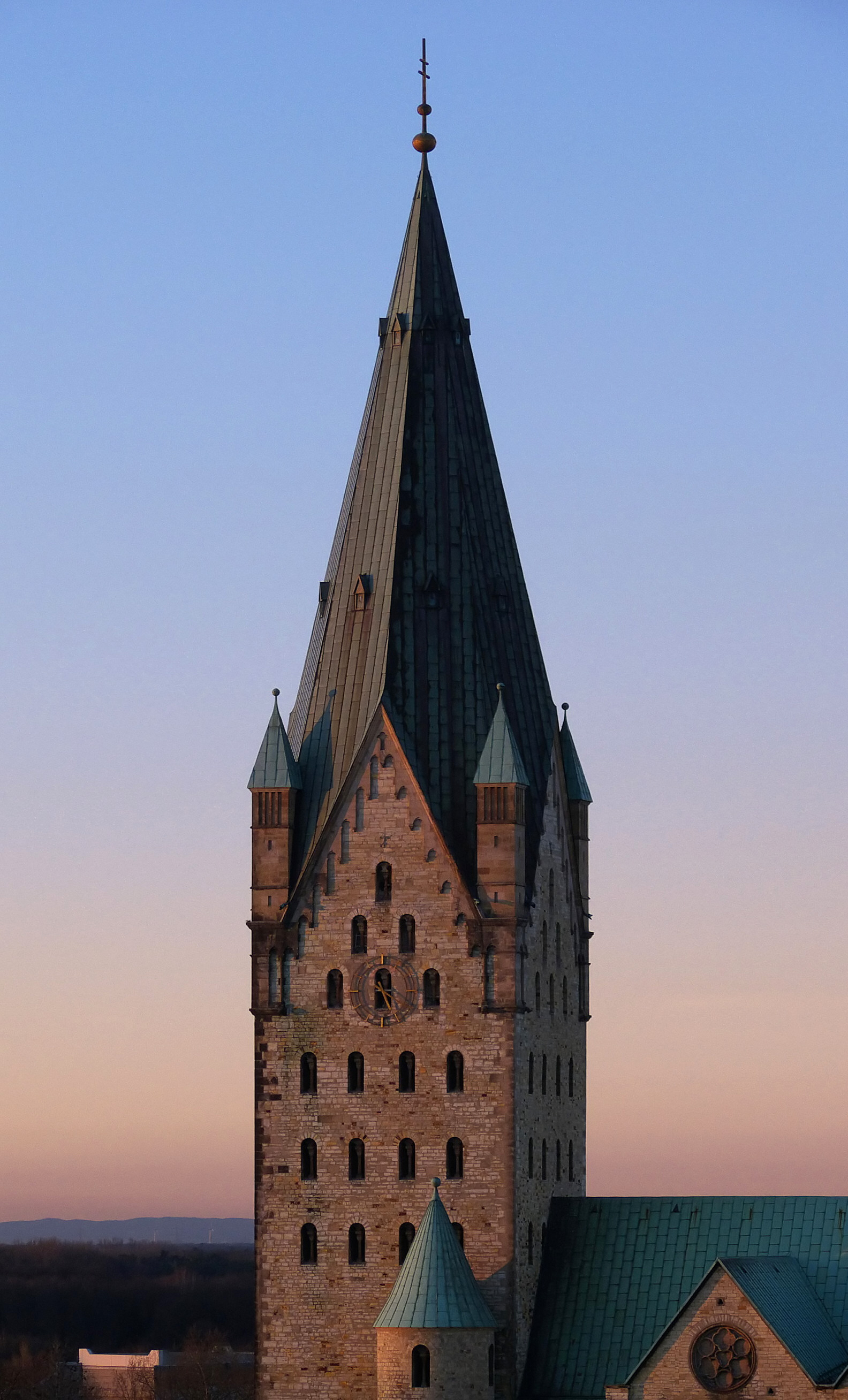
Det 93 meter höga västtornet.

Under andra världskriget smältes domkyrkans klockor ned. Efter kriget hade domkyrkan sex stålklockor som göts 1951 av Bochumer Verein. 
I katedralens torn hänger åtta kyrkklockor och två slagklockor. Den största klockan, "Christus Frieden", göts 2017 och mäter 267,7 centimeter i diameter och väger 13 520 kg. Klockan är en av de största i Tyskland. Den 2 april 2018 invigdes katedralens nya kyrkklockor och de hängdes upp i tornet den 29 maj samma år. De ringde för första gången den 21 juli 2018.
| Namn                            | Gjutare                          | Gjutningsår | Diameter (cm) | Vikt (kg) | Ton  |
| ------------------------------- | -------------------------------- | ----------- | ------------- | --------- | ---- |
| Christus Frieden                | Gießerei Van Voorden, Zaltbommel | 2017        | 267,7         | 13 520    | E°   |
| S:t Liborius                    | Bochumer Verein                  | 1951        | 236,1         | 4 740     | Fis° |
| Regina Pacis                    | Bochumer Verein                  | 1951        | 198,1         | 2 590     | A°   |
| S:t Johannes                    | Bochumer Verein                  | 1951        | 178,9         | 2 320     | H°   |
| S:t Kilian och S:t Sturmius     | Bochumer Verein                  | 1951        | 159,7         | 1 600     | cis′ |
| S:t Meinolph                    | Bochumer Verein                  | 1951        | 135           | 959       | e′   |
| S:t Heinrich                    | Bochumer Verein                  | 1951        | 118,2         | 640       | fis′ |
| Maria – Trösterin der betrübten | Glockengießerei Eijsbouts, Asten | 2018        | 110,1         | 1 008     | gis′ |